# Alexander Lehmann (Forschungsreisender)
Alexander Lehmann (* 18. Maijul. / 30. Mai 1814greg. in Dorpat; † 30. Augustjul. / 11. September 1842greg. in Simbirsk) war ein deutsch-baltischer Forschungsreisender und Geologe.

## Leben
Alexander Lehmann war der dritte Sohn des Arztes Johann Adolph Lehmann und dessen aus Leipzig stammender Gattin Wilhelmine, geb. Fiedler. Er wuchs in Dorpat auf, besuchte dort das Gymnasium und studierte von 1833 bis 1838 Naturwissenschaft an der Kaiserlichen Universität Dorpat. Während der Ferien machte er kleine Reisen nach Livland, Finnland und auf die Insel Hochland, um seine Naturaliensammlung zu vervollständigen. Von seinen Lehrern Friedrich Parrot und Moritz von Engelhardt dem Naturforscher Karl Ernst von Baer empfohlen, begleitete er diesen 1837 auf seiner naturwissenschaftlichen Reise nach Nowaja Semlja. Im unwirtlichen Klima und unter großen Entbehrungen trug er durch seine in unermüdlicher Tätigkeit unternommenen botanischen Forschungen und seinen Bericht über die geognostischen Verhältnisse jener arktischen Insel zu neuen Erkenntnissen der Wissenschaft bei. Seine Entdeckungen veröffentlichte er im Bulletin scientifique de l’Académie de St. Pétersbourg.
Nach Dorpat zurückgekehrt erhielt Lehmann vom Generalgouverneur von Orenburg, Wassili Perowsky, dem Bruder von Lew Alexejewitsch Perowski, die Aufforderung, unter vorteilhaften Bedingungen den Süd-Ural zu untersuchen. Im Frühjahr 1839 trat er seine Reise nach Orenburg an und durchforschte im Sommer die Steppen am Ural, hauptsächlich in zoologischer und botanischer Hinsicht. Hierauf schloss er sich der Expedition nach Chiwa an, trennte sich aber im Frühjahr 1840 von dieser und begab sich an die Ostküste des Kaspischen Meeres, wo die an eigentümlichen Formen reiche Tier- und Pflanzenwelt ihm eine große Ausbeute einbrachte, mit deren Ordnung er den Winter in Orenburg zubrachte. Hier erwirkte Perowsky für Lehmann in Sankt Petersburg die Erlaubnis, sich der russischen Gesandtschaft anschließen zu dürfen, welche die Regierung im Mai 1841 an den Emir von Buchara schickte.
Diese beschwerliche, aber an Entdeckungen reiche Reise nach den sorgfältig bewässerten Fruchtgärten Bucharas sowie nach Samarkand bot viele interessante, bisher unbekannte Naturprodukte. In Buchara bestieg Lehmann die Gipfel des Karatau, erforschte die botanischen, zoologischen und geognostischen Erscheinungen des Khanats und stellte die Resultate in seinem Werk Reise nach Bukhara und Samarkand (Sankt Petersburg 1852) dar, das nach Lehmanns Tod von Gregor von Helmersen und Johann Friedrich von Brandt im 17. Band der Beiträge zur Kenntniss des Russischen Reiches herausgegeben wurde.
Auf seiner Rückreise nach Orenburg im April 1842 füllte Lehmann seine Mappen mit seltenen Steppenpflanzen, die er in seinem Werk Beitrag zur Kenntnis der Flora Rußlands und der Steppen Central-Asiens (Sankt Petersburg 1852, in: Mémoires des savants étrangers, Bd. 7) beschrieb. Aus Heimweh verließ Lehmann mit seinen reichen Sammlungen und gehaltvollen Tagebüchern im Juli 1842 Orenburg, wurde aber unterwegs krank und erlag am 30. Augustjul. / 11. September 1842greg. in Simbirsk im Alter von nur 28 Jahren einem galligen Nervenfieber. Aus seinem naturwissenschaftlichen Nachlass bearbeitete der französische Entomologe und Zoologe Édouard Ménétries Lehmanns reichhaltige Insektensammlung (Mémoires de l’Académie Impériale des Sciences de St. Pétersbourg, Bd. 8, Sektion Sciences Naturelles, Bd. 6, S. 17–67, Sankt Petersburg 1847).